# Egor Surucean
Egor Surucean (în rusă Егор Фёдорович Суручан; n. 1864, gubernia Basarabia, Imperiul Rus – d. 10 iulie 1925, Baden bei Wien, Austria Inferioară, Austria) a fost un latifundiar și politician țarist, deputat în Duma de Stat al celei de-a IV-a convocări din partea Basarabiei.

## Biografie
S-a născut în anul 1864 într-o familie de boieri moldoveni. A fost un important proprietar de terenuri în ținuturile Orhei și Chișinău. 
În 1903 fost ales membru al zemstvei de ținut din Chișinău, iar în 1905 a devenit președintele acesteia, funcție pe care a exercitat-o până în 1909. În plus, a fost magistrat de onoare al ținutului Chișinău.
În 1912 a fost ales în Duma de Stat a Imperiului Rus. În cadrul acesteia a fost membru al Blocului Progresist, o formațiune centristă. Ca deputat a fost, de asemenea, membru al comisiilor: pe comunicații, agricultură, afaceri urbane, hrană și pământ.
Egor Surucean l-a cunoscut personal pe Grigori Rasputin, întâlnindu-l în apartamentul fratelui său.
În urma Revoluției din Octombrie, a emigrat din Rusia bolșevică. A decedat în 1925, în Baden, Austria.
A fost căsătorit și avut doi copii.